# Ойусардах
Ойусарда́х (якут. Ойууһардаах) — село в Среднеколымском улусе Республики Саха (Якутия) России. Административный центр Сень-Кюёльского наслега.

## География
Село находится в северо-восточной части Якутии, в пределах Колымской низменности, на расстоянии примерно 97 км (по прямой) к северо-востоку от Среднеколымска, административного центра улуса. Абсолютная высота — 37 м над уровнем моря.
Климат
Климат характеризуется как резко континентальный. Средняя температура воздуха самого тёплого месяца (июля) составляет 12 °C; самого холодного (января) — −38 °C. Среднегодовое количество атмосферных осадков составляет 150—200 мм.
Часовой пояс
Село Ойусардах находится в часовой зоне МСК+8. Смещение применяемого времени относительно UTC составляет +11:00.

## История
Согласно Закону Республики Саха (Якутия) от 30 ноября 2004 года N 173-З N 353-III село возглавило образованное муниципальное образование Сень-Кюёльский наслег.

## Население
| 2002 | 2010 | 2021 |
| ---- | ---- | ---- |
| 551  | ↘523 | ↗530 |

Половой состав
По данным Всероссийской переписи населения 2010 года в гендерной структуре населения мужчины составляли 49,5 %, женщины — соответственно 50,5 %.
Национальный состав
Согласно результатам переписи 2002 года, в национальной структуре населения якуты составляли 97 % из 551 чел.

## Улицы
| - ул. 50 лет Победы, - ул. Ветеранов, | - ул. Ленина, - ул. Мира. |

## Транспорт
Транспортное сообщение осуществляется по автозимнику Среднеколымск — Сылгы-Ытар — Ойусардах, а также воздушным транспортом.